# Shinsaku Takasugi
Shinsaku Takasugi (jap. 高杉晋作 Takasugi Shinsaku; ur. 27 września 1839 w Hagi, zm. 17 maja 1867) – japoński samuraj z hanu Chōshū, który walnie przyczynił się do obalenia siogunatu Tokugawów w roku 1868.

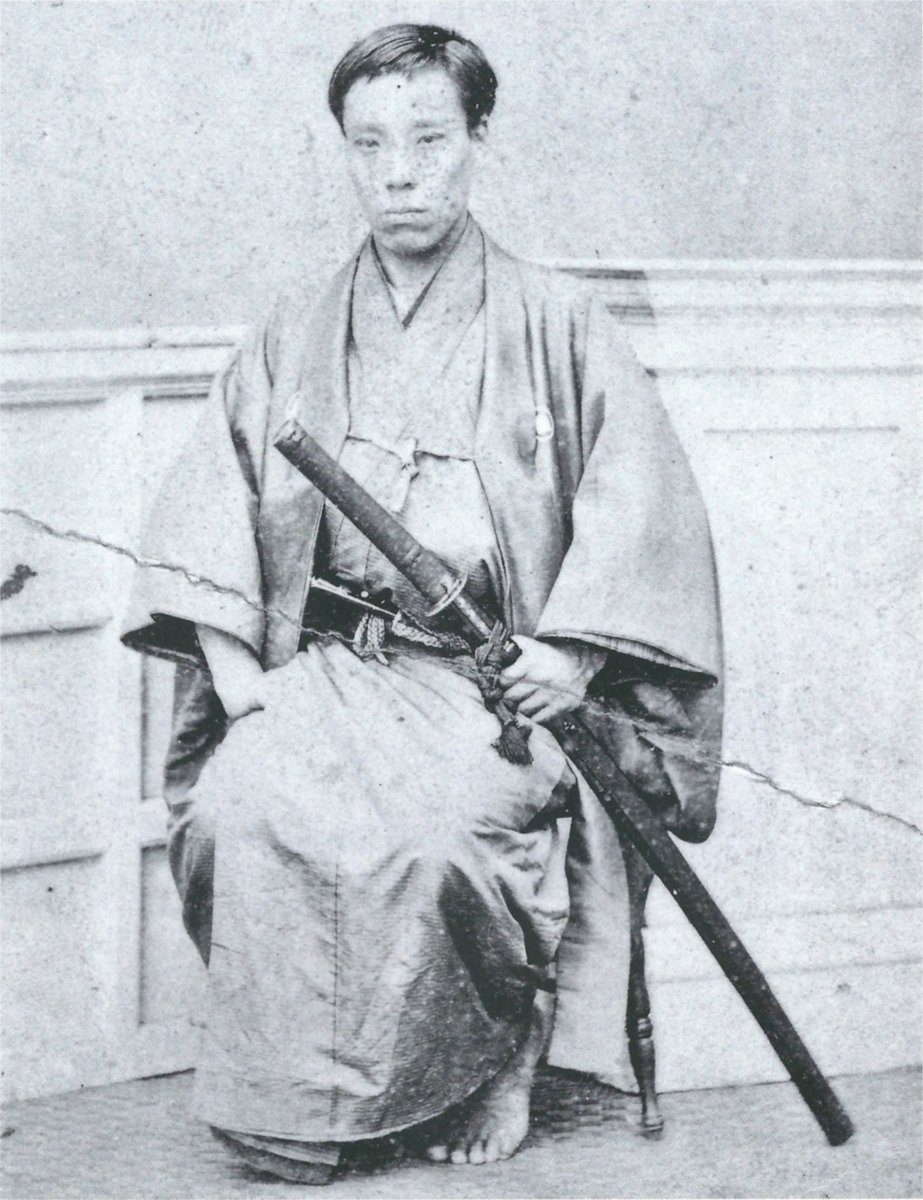
Shinsaku Takasugi

Na potrzeby działalności wywrotowej skierowanej przeciw bakufu używał pseudonimu Umenosuke Tani (jap. 谷梅之助 Tani Umenosuke).

## Młodość
Takasugi urodził się w Hagi, stolicy hanu Chōshū (obecnie prefektura Yamaguchi), jako syn średniej rangi samuraja Takasugiego Kochuty. 
Jako nastolatek został uczniem Shōina Yoshidy i szybko zaskarbił sobie jego sympatię, poświęcając się unowocześnianiu armii Chōshū. W 1858 r. wstąpił do Shōheikō, szkoły wojskowej pod jurysdykcją sioguna w Edo, ale już w 1859 został odwołany z powrotem do hanu. 
Mimo młodego wieku Takasugi był wpływowym działaczem na rzecz wypędzenia obcokrajowców z Japonii (jōi). Był też zamieszany w atak na brytyjskie poselstwo w Edo 12 grudnia 1862.

## Pobyt za granicą
W 1862 r. władze hanu poleciły Takasugiemu w sekrecie udać się do Szanghaju w Chinach celem zbadania sytuacji międzynarodowej i oceny faktycznego potencjału państw Zachodu. Jego wyjazd zbiegł się w czasie z powstaniem tajpingów. 
Takasugiego zaszokował rozmiar zachodniego imperializmu w Imperium Chińskim. Wrócił do Japonii przekonany o konieczności wzmocnienia kraju, aby Japonii nie spotkał ten sam los co Chin. Poglądy Takasugiego znalazły szeroki oddźwięk wśród sympatyków ruchu sonnō-jōi ("czcić cesarza, wypędzić barbarzyńców") zarówno w Chōshū, jak i innych regionach Japonii.

## Powstanie Shotai i Kiheitai
Takasugi był autorem rewolucyjnego pomysłu utworzenia nieregularnych oddziałów posiłkowych (bojówki Shotai). W japońskim systemie feudalnym tylko samurajom wolno było posiadać broń. Takasugi promował zaciąg zwykłych ludzi do nowych paramilitarnych jednostek, w których awans miał nie zależeć od pochodzenia. Mimo że trzon formacji stanowili samuraje, Shotai była otwarta dla chłopów, kupców, a nawet sumoków i kapłanów buddyjskich. Takasugi słusznie zauważył, że wykorzystanie dobrze sytuowanych kupców i chłopów mogło wzmocnić potencjał wojskowy hanu bez naruszania jego podstaw finansowych. 
W roku 1863 sam Takasugi utworzył specjalną jednostkę Shotai, tzw. Kiheitai, i stanął na jej czele. W jej skład wchodziło ok. 300 żołnierzy, z których połowę stanowili samuraje. Wkrótce jednak Takasugi został uwięziony przez władze hanowe pod zarzutem propagowania ideologii sonnō jōi, która stała się ryzykowna po skierowanym przeciw Chōshū zamachu stanu w Kioto latem 1863.

## Kryzys
Jeszcze w tym samym roku władze Chōshū zostały zmuszone, by po raz kolejny zwrócić się do Takasugiego. Po tym jak Chōshū  ostrzelało zachodnie okręty w cieśninie Shimonoseki 25 czerwca 1863, Brytyjczycy, Francuzi, Amerykanie i Holendrzy zbombardowali Shimonoseki, a następnie atak przypuściła francuska piechota morska. Walki ukazały słabość tradycyjnych japońskich oddziałów i przekonały władze hanowe o konieczności modernizacji armii. Do Takasugiego zwrócono się nie tylko w sprawie niezbędnej reformy wojskowej, lecz także z poleceniem poprowadzenia negocjacji pokojowych z zachodnimi potęgami - a miał wówczas zaledwie 25 lat. 
Porażka Chōshū w starciu z zachodnimi mocarstwami przekonała Takasugiego, że otwarta konfrontacja z obcokrajowcami nie wchodzi w rachubę; zamiast tego Japonia powinna uczyć się od Zachodu, przyswajając sobie zachodnią myśl taktyczną i technologię. Takasugi zreorganizował swoje bojówki Kiheitai w oddziały strzeleckie wyposażone w nowoczesną broń i wprowadził nauczanie zachodniej strategii i taktyki. Użył także swoich wpływów w środowiskach zwolenników sonnō jōi, aby przeforsować bardziej ugodową politykę wobec Zachodu, przekształcając sonnō jōi w ruch stawiający sobie za cel obalenie bakufu, co miało być pierwszym krokiem do wzmocnienia Japonii od środka i uczynienia z niej godnego przeciwnika państw Zachodu. 
Chōshū, osłabione przez atak zachodnich mocarstw, nie było w stanie stawić czoła ekspedycji karnej zorganizowanej przez bakufu jesienią 1864 w odwecie za próbę przejęcia kontroli nad Kioto przez siły Chōshū. Z początku we władzach hanu dominującą rolę odgrywali konserwatyści, dążący do ugody z shōgunatem, i Takasugi wraz z grupą innych radykałów musiał uciekać z hanu w obawie przed ponownym uwięzieniem. Takasugi z niespełna tuzinem towarzyszy, wśród których znaleźli się Aritomo Yamagata, Hirobumi Itō i Kaoru Inoue, znalazł schronienie w Kokurze na Kiusiu, gdzie opracował plan ataku na konserwatywne władze hanowe. 13 stycznia 1865 w Chōshū wybuchła wojna domowa.
Takasugi odegrał wiodącą rolę w tej wojnie domowej, a jego Kiheitai udowodniła swoją wyższość nad tradycyjnymi oddziałami samurajskimi. Po serii szybkich uderzeń i dzięki pomocy Takayoshiego Kido w marciu 1865 rebelianci odnieśli zwycięstwo. Takasugi stał się jedną z najbardziej wpływowych postaci w hanie i dalej pełnił rolę eksperta do spraw wojskowości, dążąc do dalszej modernizacji armii Chōshū. Potyczka z siłami bakufu podczas drugiej ekspedycji karnej w 1866 roku ukazała przewagę zreformowanych oddziałów Taksugiego, które zwyciężyły na wszystkich czterech frontach, z czego dwa zwycięstwa były zasługą Kiheitai. Porażka nadszarpnęła autorytet shōgunatu i popchnęła do tej pory wrogie sobie hany do zawiązania sojuszu skierowanego przeciw Tokugawom, co doprowadziło do obalenia shōgunatu i Restauracji Meiji.

## Śmierć
Takasugi nie doczekał owoców swojej pracy reformatorskiej. Zmarł na gruźlicę 17 maja 1867 roku, w wieku zaledwie 28 lat. Kontrolę nad Kiheitai przejął jego protegowany, Aritomo Yamagata. Niespełna rok później marzenie Takasugiego o obaleniu reżimu Tokugawów urzeczywistniło się w postaci restauracji Meiji. Oddziały Kiheitai zostały rozwiązane we wczesnych latach 70' XIX wieku po utworzeniu Japońskiej Armii Cesarskiej.